# 행신도서관
행신도서관은 경기도 고양시 덕양구 행신1동 소재의 시립 도서관이다.

## 연혁
- 1994년 5월 11일 개관.

## 시설현황
- 3층 : 제2열람실, 휴게실
- 2층 : 종합자료실, 제1열람실
- 1층 : 어린이자료실, 시청각실, 인터넷사랑방, 사무실
- 지하 1층: 서고

## 이용 안내
이용 시간
- 열람실 : 하절기(3월 ~ 10월) 07:00 ~ 23:00 / 동절기(11월 ~ 2월) 08:00 ~ 23:00
- 종합자료실 : 화~금 09:00 ~ 22:00 / 토~일 09:00 ~ 18:00
- 어린이자료실 : 매일(화~일) 09:00 ~ 18:00
- 연속간행물실(정기간행물실) : 매일(화~일) 09:00 ~ 18:00
- 디지털자료실(정보검색실) : 화~금 09:00 ~ 22:00 / 토~일 09:00 ~ 18:00

휴관일
- 매주 월요일, 법정공휴일, 임시공휴일